# Blåbæks Mølle
Blåbæks Mølle eller Blåbæk Møller er betegnelsen for først en, siden to, møller i Faxe Sogn, der indgår i et dobbeltanlæg ved Faxe med en funktionsduelig vandmølle og en hollandsk vindmølle, der er restaureret. 
Oprindelig var Blåbæks Mølle en vandmølle, der fik vand fra Faxe Å. Den er opført i 1400-tallet og var i 1472 registreret som tilhørende godset Totterupholm, som nu hedder Rosendal gods.  Da åen ikke altid gav tilstrækkeligt vand, blev der i 1828 opført en vindmølle til at levere hjælpekraft. Den blev opført som kornmølle og blev nedlagt i 1939.
Vandmøllen er i privat eje, mens vindmøllen stadig er under Rosendal Gods.  Begge møller blev fredede i 1953. Møllegården er i sin nuværende skikkelse opført ca. 1838 og fremstår næsten uforandret.

## Vindmøllens konstruktion
Møllen er en jordstående hollandsk vindmølle med jordomgang. Undermøllen har gennemkørsel og er bygget i  
kampesten. Overmøllen er ottekantet, bygget af træ og beklædt med spån. Hatten er bådformet og beklædt med spån. Vingerne har hækværk til sejl, og møllen krøjer ved manuel betjening.

## Vandmøllens konstruktion
Vandmøllens gravhjul var oprindelig af træ, men er ved en restaurering, der afsluttedes i 1963 erstattet af et hjul af jern. Den er forsynet med to vandhjul, som trækker hver sin kværn. En tilhørende stampemølle er nedlagt.